# Qualen der Liebe
Qualen der Liebe (englisch A Woman’s Vengeance ‚Vergeltung einer Frau‘) ist ein US-amerikanisches Filmdrama von Zoltan Korda mit Charles Boyer und Ann Blyth in den Hauptrollen. Der Film wurde von Universal-International Pictures produziert und basiert auf dem 1922 veröffentlichten Kurzgeschichte The Gioconda Smile  von Aldous Huxley, der auch das Drehbuch verfasste. Die Premiere des Films fand am 29. Januar 1948 in New York statt. In der Bundesrepublik Deutschland kam er am 30. Juli 1951 in die Kinos, in Österreich bereits am 10. April 1949.

## Handlung
Henry Maurier ist ein wohlhabender Großgrundbesitzer in England. Mit seiner behinderten Frau Emily gerät er in Streit, als er sieht, dass sie ihrem nichtsnutzigen Bruder Robert Lester einen Scheck gibt. Henry zerreißt den Scheck und wirft Robert aus dem Haus. Dann besucht er seine Nachbarin Janet Spence, eine alte Freundin, in der Hoffnung, dass sie ihm hilft, sein Verhältnis zu Emily zu verbessern. Janet verbringt die meiste Zeit, ihren arthritischen Vater General Spence zu pflegen, stimmt aber trotzdem zu. Janet ist von Emilys Zynismus irritiert. Sie spricht mit Schwester Caroline Braddock, die für Emilys Pflege eingestellt wurde. Caroline hasst Männer und verachtet Henrys Mangel an Sensibilität gegenüber seiner Frau.
Am Abend sucht Henry einen Nachtclub auf und trifft sich dort mit seiner Geliebten Doris Mead. Auch Robert ist in dem Nachtclub und verlangt von Henry Schweigegeld. Als Henry nach Hause kommt, stößt er auf den Familienarzt Dr. Libbard, der ihm mitteilt, dass Emily augenscheinlich an einem Herzinfarkt gestorben sei. Janet ist geschockt, als Henry schon kurz darauf auf Reisen geht. Bei seiner Heimkehr sucht Janet ihn auf und gesteht ihm, dass sie ihn schon seit Jahren liebe. Henry ist aufgebracht und erzählt ihr, dass der Grund seiner Reise die heimliche Hochzeit mit Doris gewesen sei. Daraufhin gibt Janet ihre Liebesbekundung als Scherz aus. Als Henry später Doris eine Brosche von Emily schenkt, ist Caroline verbittert, weil sie glaubte, die Brosche sei für sie vorgesehen. Sie erzählt Janet, dass sie Henry in Verdacht habe, Emily ermordet zu haben. Janet fordert sie auf, zur Polizei zu gehen.
Als eine Autopsie ergibt, dass Emily mit Arsen vergiftet wurde, werden Henry und Doris aus den Flitterwochen zurückgeholt. Bei dem folgenden Verhör kommt Henrys Verhältnis mit Doris während seiner Ehe mit Emily zu Tage, ebenso wie Doris’ Schwangerschaft. Ermittlungen ergeben, dass Henry am Tage von Emilys Tod ein Unkrautvernichtungsmittel gekauft hat, das Arsen beinhaltet. Voller Schuldgefühle und Zweifel gegenüber Henry begeht Doris einen Selbstmordversuch, wird aber von Dr. Libbard gerettet, der an Henrys Unschuld glaubt. Henry wird vor Gericht gestellt, für schuldig befunden und zum Tod verurteilt.
Dr. Libbard bemerkt bei Janet eine steigende Anspannung während und nach der Verhandlung. Janet begründet dies mit Schlaflosigkeit. Kurz vor der Hinrichtung besucht Janet Henry im Gefängnis. Sie gesteht ihm, Emily ermordet zu haben, weil sie hoffte, Henry würde dann sie heiraten. Henrys Versuche, ihr Geständnis an die Behörden zu übermitteln, bleiben erfolglos. In der Nacht, in der die Hinrichtung stattfinden soll, unternimmt Dr. Libbard einen letzten Versuch, aus Janet das Geständnis hervorzulocken. Er stellt die Uhr um eine Stunde vor. Als der geplante Zeitpunkt der Hinrichtung nach der Uhr erreicht ist, bricht Janet zusammen und legt das Geständnis ab im Austausch mit einem Schlafmittel. Dr. Libbard telefoniert mit den Behörden und kann die Hinrichtung rechtzeitig stoppen.

## Produktion
Gedreht wurde der Film von Mitte Juli bis Anfang September 1947 in den Universal-Studios in Universal City.
Die dem Film zu Grunde liegende Kurzgeschichte basiert auf einer wahren Begebenheit, bei der ein walisischer Anwalt des Giftmordes an seiner Frau beschuldigt wurde. Im gleichen Jahr schrieb Aldous Huxley ein Bühnenstück basierend auf seiner Kurzgeschichte, das im Juni 1948 in London uraufgeführt wurde.
Bernard Herzbrun und Eugène Lourié oblag die künstlerische Leitung. Russell A. Gausman und Ted Offenbecker waren für das Szenenbild zuständig, Orry-Kelly für die Kostüme, Bud Westmore für das Maskenbild. Verantwortliche Toningenieure waren Leslie I. Carey und Corson Jowett. Eugene Zádor leitete das Orchester. Fred Pressburger arbeitete als Produktionsassistent. In kleinen nicht im Abspann erwähnten Nebenrollen traten Patrick Aherne, Mari Aldon, Wilson Benge, Leslie Denison, Marjorie Eaton, Holmes Herbert und Frederick Worlock auf.

## Kritiken
„Auf Spannung bedachtes, gut gespieltes Psychomelodram.“

Bosley Crowther von der The New York Times befand, die Darstellung der kritischen Rollen (Tandy und Hartwicke) sei fachmännisch erreicht worden. Kordas Regie sei energisch und nüchtern. Dennoch sei die Dramatisierung unzureichend, und das liege an Huxleys Geschichte. Der Film beginne viel zu langsam und brauche zu viel Zeit, um hochzufahren.
Jay Carmody schrieb im The Evening Star, dass einige der begabtesten Menschen des Kinos ihre Talente zusammengelegt haben. Das Ergebnis sei jedoch nur ein mäßig interessantes Melodram. Regisseur und Produzent Korda bearbeite die Situation zwar mit beträchtlichem Drama, doch mit einem Tempo, das nie verschleiern kann, dass es sich um einen recht intellektuellen Stoff handele.
Der Kritiker des TV Guide sah eine fesselnde Geschichte, klassisch produziert, mit einer ausgezeichneten Leistung Boyers und einem starken Drehbuch von Huxley.